# 13º Battaglione carri "M.O.Pascucci"
Il 13º Battaglione carri "M.O.Pascucci" è stato un battaglione carrista dell'Esercito Italiano in servizio dal 1958 al 1991.

## Origini
Il XIII Battaglione carri venne costituito a Verona nell'ottobre 1941 presso il deposito reggimentale del 32º Reggimento fanteria carrista e inquadrato nel 31º Reggimento fanteria carrista in seno al quale, al comando del Maggiore Renzo Baldini, venne inviato in Nord Africa con la 131ª Divisione corazzata "Centauro", ma, poco dopo essere abarcato in Africa settentrionale, passò alle dipendenze del 132º Reggimento fanteria carrista della 132ª Divisione corazzata "Ariete" in sostituzione del decimato VIII Battaglione carri.
Dal 30 agosto al 3 settembre 1942 il battaglione prese parte alla "offensiva di Santa Roma" ovvero l'azione per rompere le posizioni inglesi ad El Alamein nella Battaglia di Alam Halfa, impegnato nell'ultimo sforzo offensivo esercitato dall'Armata corazzata italo-tedesca nella zona di El Qattara, schierandosi poi dal 4 settembre al 22 ottobre 1942 come riserva corazzata nel settore difensivo della 185ª Divisione paracadutisti "Folgore" nel corso dei combattimenti di assestamento. Dal 23 ottobre al 5 novembre 1942 prese parte alla battaglia di El Alamein, nel corso della quale si immolò eroicamente a fianco dei paracadutisti della "Folgore". Il 5 novembre i pochi superstiti resistettero in un ultimo disperato tentativo di contrastare l'incalzante avversario fino al supremo olocausto che mise fine alla breve vita del XIII Battaglione carri. La sera del 5 novembre 1942 il XIII Battaglione non esisteva più. La medaglia d'oro al valor militare conferita al comandante della 10ª Compagnia, Luigi Pascucci è stato il compendio del sacrificio di tutto il XIII Battaglione.

## La ricostituzione
In aderenza agli standard NATO, che prevedevano per ogni Divisione di fanteria la presenza di un raggruppamento corazzato, a composizione mista meccanizzata-corazzata, sul finire degli anni cinquanta vennero costituiti dei Reggimenti corazzati da assegnare uno per ogni Divisione di fanteria. Per la Divisione fanteria "Folgore" ad assumere tale ruolo il 182º Reggimento fanteria "Garibaldi", che nel 1958 venne ristrutturato su un Battaglione bersaglieri, che costituivano la componente meccanizzata e un Battaglione carri, che costituivano la componente corazzata e il reggimento assunse la denominazione di 182º Reggimento fanteria corazzato "Garibaldi", alle cui dipendenze vennero posti il I Battaglione bersaglieri e il III Battaglione carri ceduti dal 1º Reggimento bersaglieri. Il III Battaglione carri venne ridenominato subito II Battaglione carri e poi XXI Battaglione carri nel 1959. Nel 1961 il I Battaglione bersaglieri venne ridenominato XXIII e, nel 1964 XI Battaglione bersaglieri. Nel 1961 il XXI Battaglione carri venne ridenominato XIII Battaglione carri impiegato come riserva della Divisione "Folgore" ed equipaggiato con carri medi M47 Patton.
Il 15 luglio 1976, in seguito alla ristrutturazione dell'Esercito Italiano del 1975, che prevedeva l'abolizione dei Reggimenti e la creazione di Battaglioni autonomamente operativi, il 182º Reggimento fanteria corazzato "Garibaldi" venne sciolto, lasciando in vita i due Battaglioni dipendenti, che da questo momento avranno vita autonoma e distinte vicende ordinative.

## 13º Battaglione carri "M.O.Pascucci"

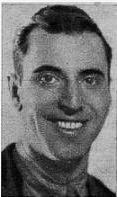
Luigi Arbib Pascucci

Dopo lo scioglimento del 182º Reggimento "Garibaldi" il XIII Battaglione carri dopo aver mutato la sua denominazione in 13º Battaglione carri "M.O. Pascucci" venne trasferito a Cordenons, in provincia di Pordenone, passando alle dipendenze della Brigata meccanizzata "Brescia"  divisione Mantova.
Nel 1975 i battaglioni sostituirono la numerazione romana con quella araba e venne ripresa inoltre la tradizione di intitolare il reparto ad una medaglia d'oro al valor militare della specialità carristi, preferibilmente dello stesso battaglione.
Il 13º Battaglione venne intitolato alla memoria del tenente Luigi Arbib Pascucci, Comandante della 10ª Compagnia del XIII Battaglione carri del 132º Reggimento carristi, caduto nel corso della Seconda battaglia di El Alamein, che ha sacrificato la sua vita per salvare i suoi compagni in battaglia. Luigi Arbib Pascucci venne promosso capitano con decorrenza 1º gennaio 1942 dopo la sua morte e gli venne conferita la medaglia d'oro al valor militare alla memoria.
Nel 1986 il battaglione venne trasferito alle dipendenze della 132ª Brigata corazzata "Ariete". Il 10 dicembre 1989 il 13º Battaglione carri "M.O.Pascucci" venne posto in posizione quadro passando alle dipendenze della Brigata meccanizzata "Brescia" divisione Mantova per essere poi sciolto definitivamente il 31 marzo 1991.